# Opius repentinus
Opius repentinus är en stekelart som beskrevs av Papp 1980. Opius repentinus ingår i släktet Opius och familjen bracksteklar. Inga underarter finns listade i Catalogue of Life.